# Sphenomorphus striatopunctatum
Sphenomorphus striatopunctatum là một loài thằn lằn trong họ Scincidae. Loài này được Ahl mô tả khoa học đầu tiên năm 1925.